# Енліль
Енлі́ль (букв. «Повелитель сил») — в шумеро-аккадській міфології — один з трьох великих богів (поряд з Ану та Еа). Син Ана (неба) і богині Кі (землі). Персоніфікація природних сил, бог повітря і, можливо, бог родючості. Бог-покровитель міста Ніппура. Енліль мав владу над духами землі й демонами, визначав долю людей за їхнього життя і після смерті. Його сутність подвійна: Енліль виступав захисником справедливості і турбувався про людей, але при цьому був дратівливим і вередливим богом, котрий насилає бурі, повені та хвороби. Дружиною Енліля була богиня Нінліль. Сини — Нанна, Нінурта, Нінгірсу, Нергал, Ім, Намтар.

## Енліль в міфах
Згідно з міфами, Енліль відділив небо від землі, створив сільськогосподарські знаряддя, божеств скотарства та землеробства, долучив до культури людей. В епосі про Гільгамеша Енліль названий одним з ініціаторів всесвітнього потопу з метою знищення людства.
З часів третьої династії Ура Енліль став верховним богом пантеону. Храм Енліля в Ніппурі — Е-курей («Дім на горі») — був головним релігійним центром країни.
Збережений цілісний міф про Енліля оповідає про його походження, злочин і вигнання у підземне царство.
Коли первісний океан породив гору, що складалася з землі та неба, з неї виникли бог Ан (небо) і богиня Кі (земля). Набувши людської подоби, вони породили бога повітря Енліля. Ан підняв небо, а Енліль опустив землю, розділивши первісну гору. Відтак Енліль зійшовся зі своє матір'ю і вони взялися за створення всього в світі: людей, рослин, тварин і цивілізації. Точні відомості невідомі, але імовірно, що Сонце і Місяць уявлялися шумерам створеними з повітря.
Коли ще не було людей, боги оселилися в місті Ніппурі, серед яких бог Енліль, богиня Нінліль і її мати Нунбаршегуну. Остання вирішила, що Нінліль пора видати заміж за Енліля. Вона порадила дочці омитися в річці та йти вздовж берега потоку Нунбірду, поки не зустріне Енліля. Богу повітря сподобалася Нінліль, однак сама вона завагалася чи варта бути його дружиною. Енліль звернувся за порадою до свого радника Нуску. Той дав Енлілю барку, на якій бог повітря поплив разом з Нінліль річкою і силою оволодів богинею, зачавши бога Місяця Сіна (Нанна). Цей вчинок обурив богів, вони, зібравшись в кількості 50, серед яких було 7, що вершили долі, перестріли Енліля. Боги засудили його і вигнали з міста в підземне царство.
Енліль вирушив у вигнання, та Нінліль пішла слідом. Бог повітря, щоб його синові, величному богу нічного світила, не довелося жити в холодному і вогкому підземному світі, вигадав план як дати йому гідне життя. Дорогою Енліль зустрів трьох істот: вартового брами до підземелля, бога підземної річки і перевізника через неї. Набувши по черзі вигляду кожного з них, він сказав Нінліль, що пропустить її тільки якщо та віддасться йому. Минувши всіх трьох, Нінліль лишилася вагітною трьома богами, котрі лишилися б в підземеллі замість Сіна. З часом термін покарання вийшов і Енліль повернувся в Ніппур.
Дітьми Енліля, крім Сіна, стали бог війни Нінурта, Нінгірсу, бог бурі (імовірно Ім), бог спеки і підземної стихії Нергал, бог-посол Намтар.